# 牡丹江海浪国际机场
牡丹江海浪国际机场是一个位于中国黑龙江省牡丹江市江南新城區的一座機場飛行區等級4C级军民合用机场。機場東南方向距離市中心9公里，東部方向距離江南新城區中心4.8公里，屬於中華人民共和國國家二級民用，軍用機場。2019年全年起落飛機8,128架次，乘客吞吐量104萬人次，貨郵吞吐量1290噸，是黑龍江省第二大客流量及貨運量機場，僅次於哈爾濱太平國際機場。牡丹江大嶺國際機場已於2018年選址完成，預計在2021年於海林市動工；並計劃於2025年投入使用，此後牡丹江海浪國際機場将恢復為軍用機場。

## 歷史

### 军用功能
牡丹江海浪机场建设於满洲国时期，日本军队在海浪河附近设置陆军航空兵，并建设机场。1945年二战结束，牡丹江市解放，中共佔領市區并接收机场，至此到1985年的四十年中，牡丹江海浪机场一直属於沈阳军区空军下辖的军用机场。1960年代中苏交恶期间，牡丹江海浪机场作为中华人民共和国重要的前线军用起降机场，先後进行过两次扩建，并成为中国人民解放军空军重要的空军基地之一。
海浪機場現為中國人民解放軍空軍殲擊航空兵第21師駐地，空軍雷達部隊6旅駐地。

### 民航功能
1985年4月12日，牡丹江机场被改建为军民合用机场，9月2日正式通航，首条航线为安-24飞机执行的哈尔滨，牡丹江航空站成为黑龙江省第二个开通民用航空业务的机场。开航初期，几间木板房便是“候机室”，导航、通讯、加油等工作还需要依靠军队来保障，跑道只能起降小型客机，每周只有两三班航班。为尽快让牡丹江民航事业步入发展快车道，经过3年的艰苦努力，1988年10月，牡丹江机场候机楼竣工投入使用。一期投资1020万元，工程包括候机楼4055平方米，安检、消防、库房3054平方米、站坪10808平方米（含停机坪5659.6平方米）。
随后，牡丹江机场相继在1992年完成了二期扩建，二期投资5300万元，完成跑道由2200米延长至2600米，宽45米、厚0.34米，停机坪扩建为1.5万余平方米。并在市内建成5200平方民航家属住宅和5100平方的民航大厦。机场飞行区等级4C，可供麦道82以下机型起降。
1996年，牡丹江机场被国务院批准为国家一类口岸。1997年机场完成了候机楼扩建，综合保障能力不断增强。随着选择乘坐飞机出行的旅客越来越多，牡丹江机场设计年旅客吞吐量50万人次的容量逐渐饱和，仅有的4个停机位，常常面临5—6个航班同场保障的情况，保障压力越来越大。为此牡丹江机场在现有条件下对保障流程进行了大刀阔斧的改革，重新规划候机大厅，增加旅客候机面积和明亮程度，增加值机柜台，改造安检流程，在登机口实行分流登机，在进港行李厅内实行旅客分流进港。1998年，牡丹江—俄罗斯符拉迪沃斯托克航线顺利开通。
至2000年，先後经历三次大范围扩建，成为东北地区的八个民用航空枢纽之一，并於2000年开通至俄罗斯远东地区三大城市的国际航线。2005年後，先後开通韩国首尔，韩国釜山的国际航线，并受到热捧，截止2009年，先後吸引到韩国的韩亚航空，大韩航空开设首尔至牡丹江的国际航线，成为中国东北地区东部继哈尔滨太平国际机场后的第二大国际航空港。
2017年8月21日，经民航局批复，牡丹江海浪机场正式更名为牡丹江海浪国际机场。
2025年3月30日零时起，由于机场跑道老化破损需要翻新，机场全面停航。需要乘坐航班的乘客需要前往绥芬河。

## 航点

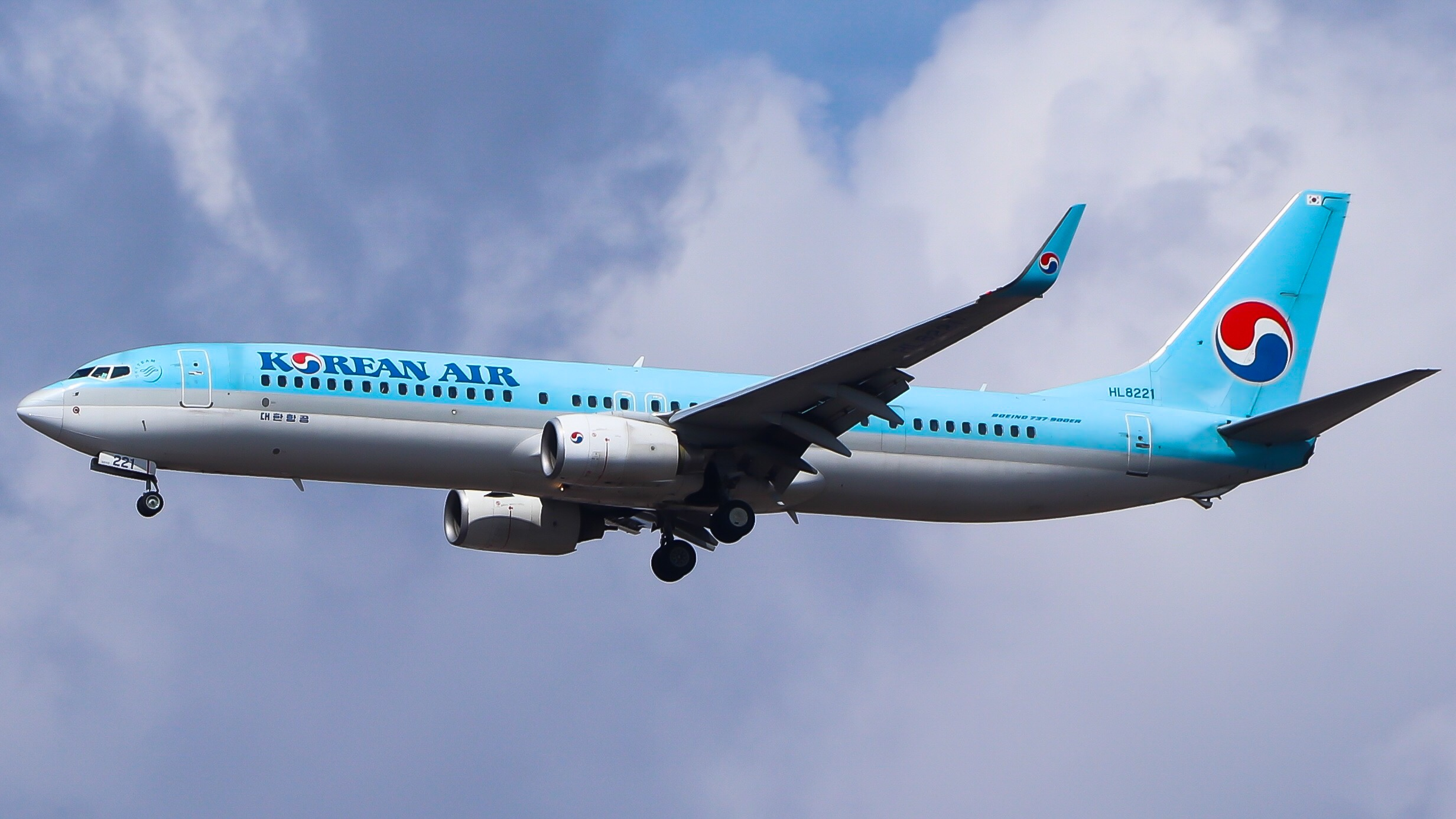
大韩航空Hl8221波音737-900ER在牡丹江海浪机场

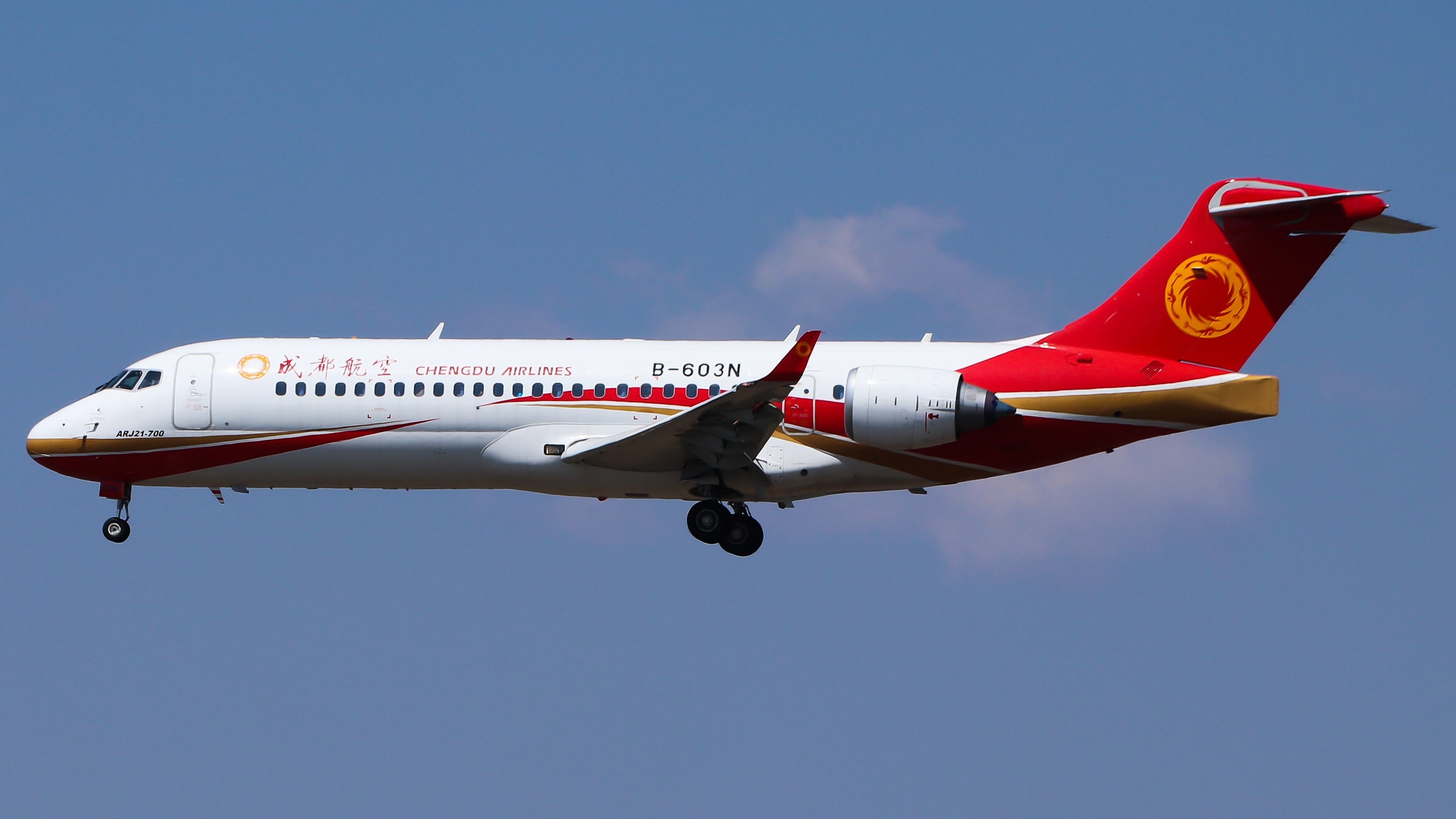
成都航空ARJ-21（B-603N）在牡丹江海浪机场

### 境內航線
第一條國內航線是於1985年開通的至哈爾濱的航線，當時由中國民航運營。1992年擴建後開通北京、上海及廣州航線，當時由中國國際航空公司運營。
| 航空公司     | 目的地                      |
| ------------ | --------------------------- |
| 中国南方航空 | 大连、成都/天府、深圳、廣州 |
| 中国东方航空 | 青島、烟台、上海/虹桥、杭州 |
| 成都航空     | 漠河、黑河、抚远、哈尔滨    |
| 山东航空     | 大连、青島                  |
| 廈門航空     | 青島、杭州                  |
| 上海航空     | 大连、上海/浦东             |
| 中国国际航空 | 北京/首都                   |

### 港澳台/國際航線
2000年6月3日（一说是1998年）開通第一條國際航線（海參崴），此後在2003年以後陸續開通了至首爾、釜山、哈巴羅夫斯克、雅库茨克、濟州島等航線。
| 航空公司     | 目的地    |
| ------------ | --------- |
| 中国南方航空 | 首尔/仁川 |
| 大韓航空     | 首尔/仁川 |

| 海浪機場通航城市 |
| --- |
| 海浪國際機場北京/首都杭州青島上海/浦東煙台大連廣州深圳首爾/仁川上海/虹橋成都/天府漠河黑河撫遠哈爾濱class=notpageimage\| 海浪國際機場航線 · |

## 外部連結
- 牡丹江机场（简体中文）